# Болгари в Україні
Болгари в Україні — одна з національних меншин, що проживають на території сучасної України, переважно в Одеській області.

## Розташування та кількість
За переписом населення 2001 року налічувалося 204 574 болгар, з них 87 % у Одеській та Запорізькій областях. Найбільш компактним місцем проживання болгарського населення є Одеська область, тут мешкає 74 % всіх українських болгар. У Буджаку (південь Одеської області) болгари з 20,9 % є другою за чисельністю національністю після українців (40,2 %). Тут болгари за переписом 2001 р. становили абсолютну більшість населення Болградського району (60,8 %) та відносну більшість Тарутинського (37,5 %) і Арцизького (39,0 %) районів. Значне болгарське населення присутнє і у інших районах Буджаку, а також у деяких районах півдня України: Іванівському (11,2 %), Вільшанському (9,8 %), Приазовському, Приморському та Бердянському.
|                  | 1959   | 1970   | 1979   | 1989   | 2001   |
| ---------------- | ------ | ------ | ------ | ------ | ------ |
| Чисельність, тис | 219,4  | 234,4  | 238,2  | 233,8  | 204,6  |
| Частка, %        | 0,52 % | 0,50 % | 0,48 % | 0,45 % | 0,42 % |

| Населення  | 1970    | 1970   | 1989    | 1989   | 2001    | 2001   |
| ---------- | ------- | ------ | ------- | ------ | ------- | ------ |
| міського   | 80.842  | 32,9 % | 99.739  | 42,7 % | 84.483  | 41,3 % |
| сільського | 157.375 | 67,1 % | 134.061 | 57,3 % | 120.091 | 58,7 % |
| Всього     | 238.217 |        | 233.800 |        | 204.574 |        |

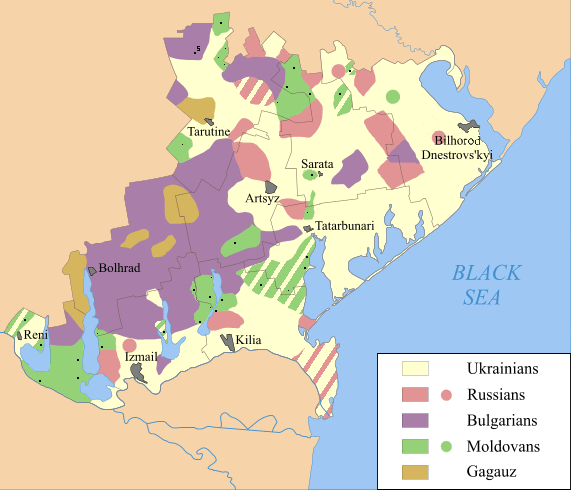
Території Буджаку, населені болгарами (позначені фіолетовим)

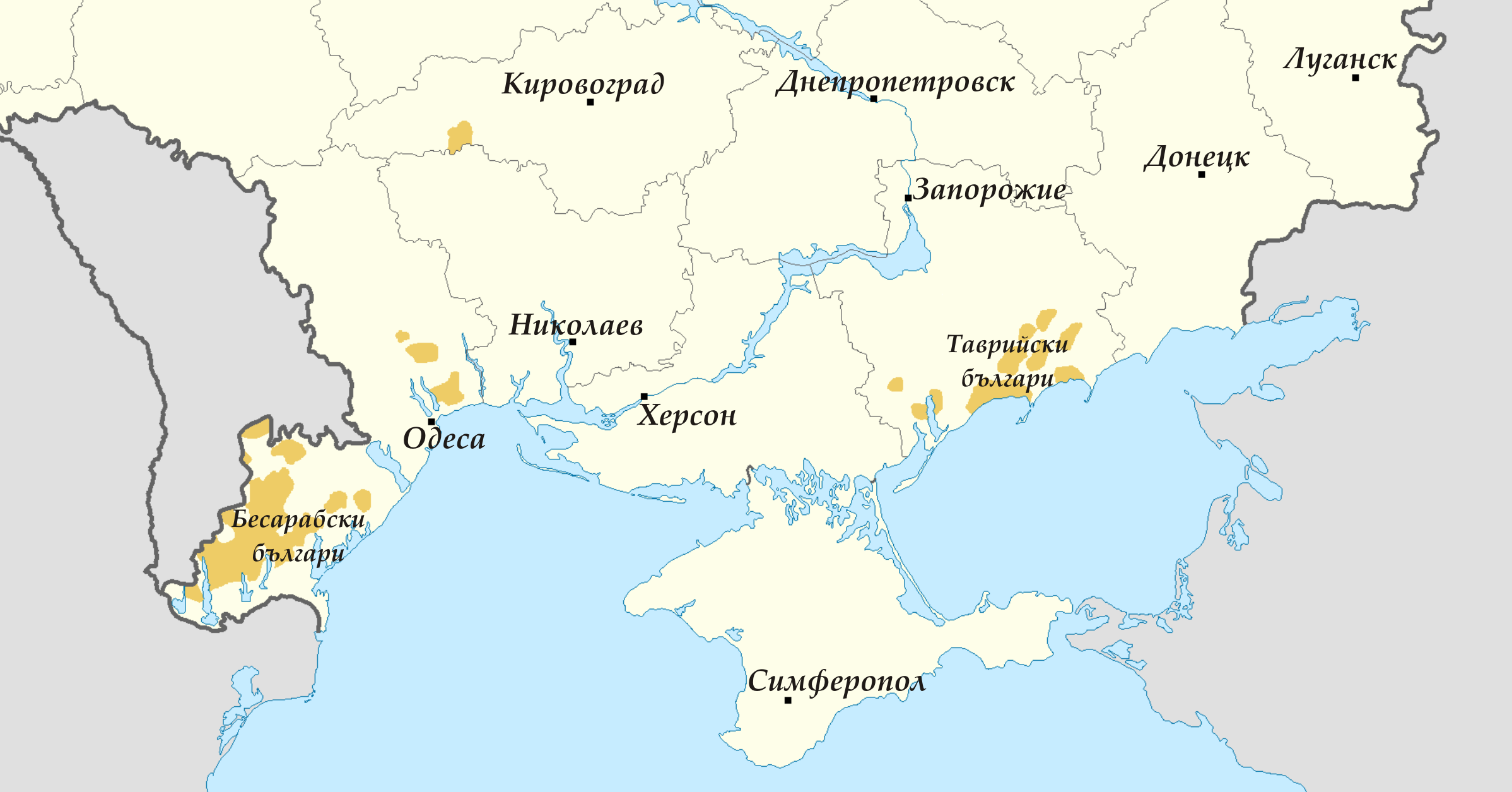
Розселення болгар в Україні

Динаміка чисельності болгар у регіонах України:
| Область                   | 1959    | 1970    | 1979    | 1989    | 2002    |
| ------------------------- | ------- | ------- | ------- | ------- | ------- |
| АР Крим (з Севастополем)  |         |         |         | 2 186   | 2 282   |
| Вінницька область         |         |         |         | 333     | 319     |
| Волинська область         |         |         |         | 96      | 110     |
| Дніпропетровська область  |         |         |         | 2 740   | 2 269   |
| Донецька область          |         | 7 708   |         | 7 217   | 4 833   |
| Житомирська область       |         |         |         | 236     | 229     |
| Закарпатська область      |         |         |         | 290     | 279     |
| Запорізька область        | 36 598  | 38 098  | 37 105  | 34 633  | 27 764  |
| Івано-Франківська область |         |         |         | 194     | 502     |
| Київська область          |         |         |         | 628     | 480     |
| Кіровоградська область    |         |         |         | 3 148   | 2 205   |
| Луганська область         |         |         |         | 2 574   | 1 625   |
| Львівська область         |         |         |         | 459     | 318     |
| Миколаївська область      | 5 985   | 6 503   |         | 7 065   | 5 614   |
| Одеська область           | 153 115 | 166 522 | 170 004 | 165 821 | 150 683 |
| Полтавська область        |         |         |         | 359     | 364     |
| Рівненська область        |         |         |         | 125     | 113     |
| Сумська область           |         |         |         | 181     | 198     |
| Тернопільська область     |         |         |         | 68      | 95      |
| Харківська область        |         |         |         | 1 405   | 1 071   |
| Херсонська область        |         |         |         | 1 302   | 1 040   |
| Хмельницька область       |         |         |         | 209     | 207     |
| Черкаська область         |         |         |         | 376     | 384     |
| Чернівецька область       |         |         |         | 302     | 273     |
| Чернігівська область      |         |         |         | 188     | 177     |
| м. Київ                   |         |         |         | 1 665   | 1 514   |
| Україна                   | 219 409 | 234 390 | 238 217 | 233 800 | 204 574 |

| Вікова структура, 2001 рік | Вікова структура, 2001 рік | Вікова структура, 2001 рік |
| Вік                        | Чисельність                |                            |
| -------------------------- | -------------------------- | -------------------------- |
| 0-14                       | 30 145                     | 14,7 %                     |
| 15-64                      | 142 497                    | 69,7 %                     |
| >65                        | 31 932                     | 15,6 %                     |

## Історія

### XVIII—XIXст.
Сучасне болгарське населення поселилося у регіоні в кінці XVIII століття та на початку XIX століття, під час феодального заколоту у Османській імперії та після періоду Російсько-турецьких війн. Особливо сильні хвилі еміграції були після Російсько-турецьких війн 1806–1812 та 1828–1829 рр. Поселенці прибували з сучасної східної Болгарії, але багато також було нащадків болгар з західної частини країни. Окрім болгар також серед емігрантів були албанці, що заселили східну Болгарію за деякий час до цього.
Прибулі болгари засновують нові міста (такі як Болград у 1819 році, Комрат), приблизно 64 сіл. У 1856 р., після Паризького миру, регіон Бессарабія розділився на південно-східну частини, у тому числі Болград, Ізмаїл та Кілія, що входили до Молдови (з 1861 р. — Румунське королівство), а північно-західна, зосереджену навколо Комрату, залишилися в Російській імперії.
28 червня 1858 року у Болграді було засновано Болгарську гімназію, яка мала серйозний вплив на розвиток болгарської освіти та культури та як факт була першою сучасною Болгарською гімназією.
У 1861 р. 20,000 болгар з румунської частини Бессарабії перейшли до Російської імперії, де отримали землю у Таврійській Губернії, щоб замінити ногайців, що покинули колишню територію Кримського ханства. Ті поселенці заснували іншу болгарську спільноту — Таврійських болгар.
Після того, як увесь регіон був знову включений у межі Російської імперії в 1878 році, процес русифікації посилився, тому багато болгарських інтелектуалів повернулися до новоствореного Болгарського князівства, щоб надати допомогу у створенні Болгарської держави. Болгарська меншість було позбавлена права, отримані протягом румунського контролю.

### XXст.

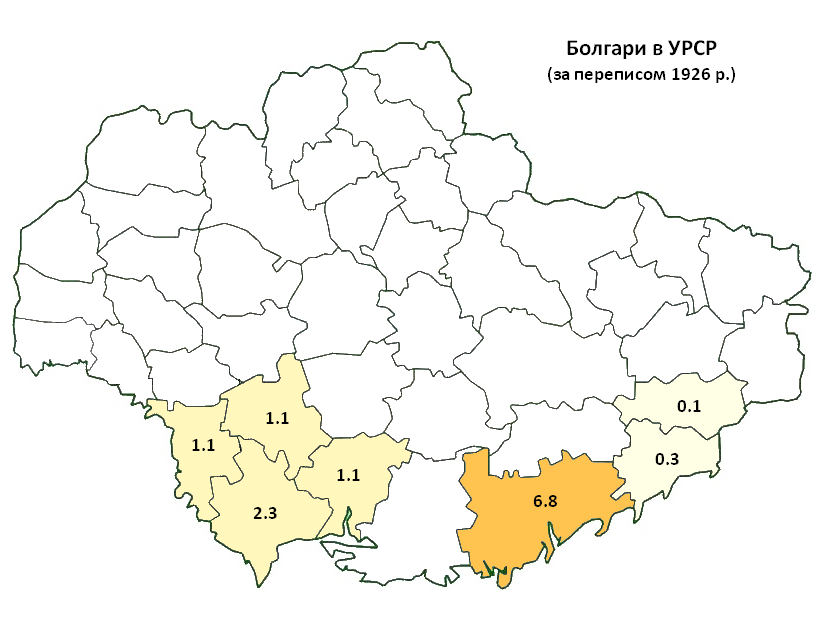
Розселення болгар в УРСР за переписом 1926 р.

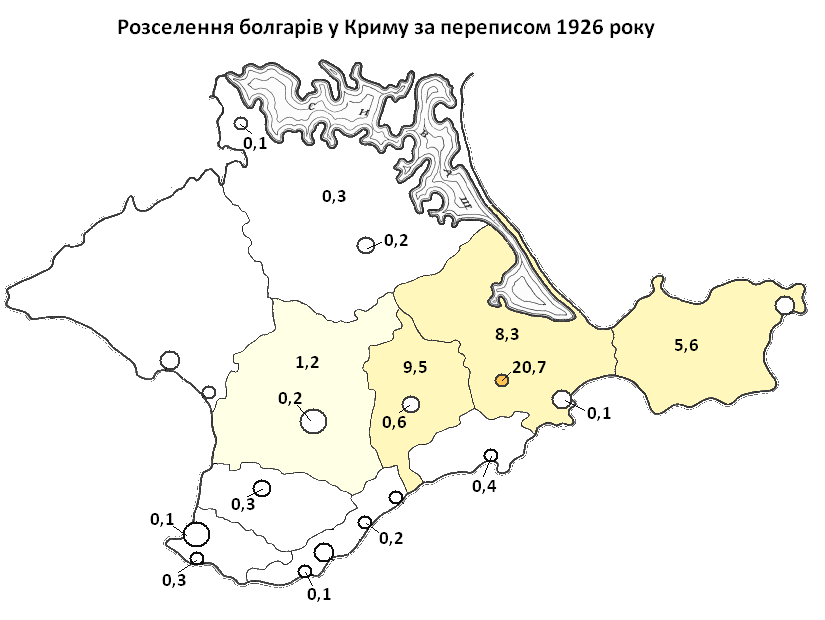
Розселення болгар у Криму за переписом 1926 р.

Вся Бессарабія після російської революції та розпаду Російської республіки входить до Румунського королівства у 1918 році. На відміну від попереднього періоду румунського контролю, найбільш культурні та освітні права болгарської меншини були відчужені, що призвело до випадків збройного опору, наприклад повстання у Татарбунарах 1924 року.
На території Мелітопольщині 1925 року було створено Романівський (у 1926-у перейменовано на Коларівський) та Цареводарський (у 1926-у переформований з існуючого, а 1927-го перейменований на Ботевський, у 1930-у приєднано до Коларівського району). На Одещині 1926-го року — Великобуялицький (у 1926-у перейменовано на Благоєвський), а 1927-го у Першотравневому окрузі — Вільшанський болгарські національні райони. У болгарських населених пунктах організовувалися болгарські сільради (кількість яких з 1925 до 1938 зросла з 33 до 52), а в райцентрах — болгарські судови органи влади (так званні судово-слідчі камери).
Болгари проживали переважно компактно, в 40 чисто болгарських сільрадах було зосереджено 76 % всіх українських болгар. 72,5 % болгарських дітей вчилися в болгарських школах. Після 1933-го року болгарські райони було ліквідовано.
У 20-30-х рр. XX ст. виходила болгарською мовою преса: центральна болгарська газета «Сьрп и чук» (у 1926-у перейменована на «Сьветско село» й 1930 — на «Колективіст»); газета органів Коларівського, Благоєвського і Вільшанського районних партійних і виконавчих комітетів — «Колективно поле», «Комунар», «Колхозен труд», журнали «Бьди готов!», «Млад ударник», «Агротехник». Виданням художнього, суспільно-політичного, навчальної літератури займалися болгарські сектори Всеукраїнської філії Центрвидаву (з 1926 по 1931) і Укрдержнацменвидаву (з 1932 по 1941).
У болгарських районах функціонували болгарські школи, кількість яких зросла з 43 у 1924 до 57 у 1938 і в яких навчалось відповідно 4314 і 11 264 учнів. Кадри для болгарських районів готували створена 1926 року Дніпропетровська болгарська партійна школа, переведена у наступному році до Одеси, Преславські педагогічний технікум і агропрофшкола та болгарські сектори Одеських педагогічного та соціально-гуманітарних інститутва, медичного технікуму, театрального училища.
Болгарське театральне мистецтво розвивалося завдяки діяльності театральної пересувної трупи і болгарського театру-студії ім. Г.Димитрова (відповідно створених 1926 і 1934).
Водночас у 1930-х рр. у Таврії були репресовані і страчені близько 25 тис. представників болгарської інтелігенції — вчителі, інженери, священики, агрономи, студенти. Болгар не врятував той факт, що серед них було багато комуністів-політемігрантів, які брали участь у вересневому повстанні 1923 р. у Болгарії і яких тут оселили за наказом голови Раднаркому УСРР Християна Раковського.
Пакт Молотова — Ріббентропа 1939 року призвів до ультиматуму СРСР у червні 1940 р., вторгненню радянських військ в Бессарабію, та її включення до Радянського Союзу. Хоча будучи офіційно визнаною меншістю за радянської влади, місцеві болгари втратили деякі риси своєї культурної ідентичності в цей період.
У 1944 році 12,5 тис. болгар депортовано з Криму.

### Після проголошення незалежності

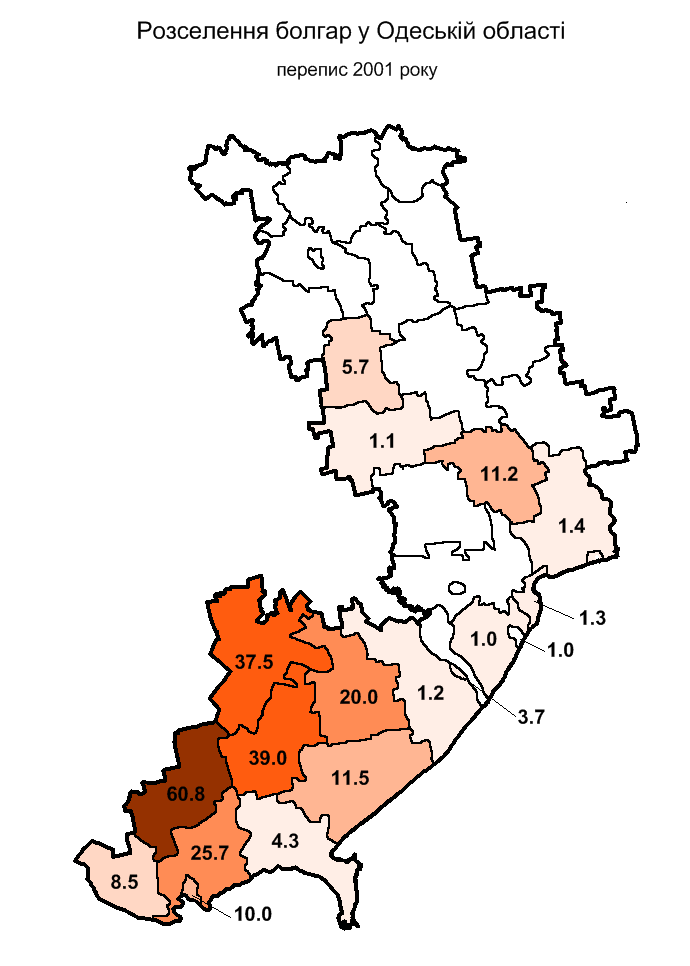
Розселення болгар в Одеській області за переписом 2001 р.

Рухи національного відродження виникли у 1980-х, з болгарськими газетами, культурними та освітніми асоціаціями. Болгарську мову почали вивчати у школах як додаткову, але пізніше й як обов'язковий предмет. У 1993 році була заснована Асоціація болгар України.
На початку 1990-х років в Україні розпочалася всебічна трансформація суспільного життя, яка охопила все поліетнічне населення країни. Значного розвитку цей процес набув після проголошення незалежності України. Тоді піднялася і нова хвиля національного відродження болгар, які проживають на південноукраїнських землях — їхньої мови, літератури, фольклору та мистецтва. Болгарські мешканці України отримали змогу навчатися рідною мовою в школах та вищих навчальних закладах, зокрема в Ізмаїльському педагогічному інституті і на болгарському відділенні філологічного факультету Одеського державного університету, яке було відкрите 1995 року. У місцях компактного проживання болгар було організовано періодичну трансляцію болгарською мовою радіопередач і програм телебачення. Розгорнули свою діяльність численні колективи художньої самодіяльності, які представляють культурно-мистецькі традиції болгарського населення України. Великої популярності набули традиційні фольклорно-етнографічні фестивалі. Так, на Болградщині після завершення основних польових робіт щорічно відбувається свято-фестиваль, яке поєднує в собі давні традиції общинно-храмових зібрань з сучасними фольклорно-пісенними виступами.
| Розселення болгар в Україні, 2001 рік | Розселення болгар в Україні, 2001 рік | Розселення болгар в Україні, 2001 рік | Розселення болгар в Україні, 2001 рік |
| Регіон                                | Чисельність (тис. чол)                | Частка                                |                                       |
| ------------------------------------- | ------------------------------------- | ------------------------------------- | ------------------------------------- |
| Одеська                               | 150,6                                 | 6,1 %                                 |                                       |
| Запорізька                            | 27,7                                  | 1,4 %                                 |                                       |
| Миколаївська                          | 5,6                                   | 0,4 %                                 |                                       |
| Інші регіони                          | 20,7                                  |                                       |                                       |
| Всього                                | 204,6                                 | 0,4 %                                 |                                       |

Активно працює болгарська секція, створена при Спілці письменників України. Налагодилось також видання болгарською мовою книг, підручників і періодичних видань. Так, газета «Роден край», яка виходить з 1994 р., проводить плідну популяризаторську роботу. У ній оперативно висвітлюються основні події у духовному житті України та Болгарії, публікуються зразки болгарської народнопоетичної творчості, інформація про фольклорні ансамблі та проведення фестивалів народної творчості.
Значну роль у житті країни почали відігравати національно-культурні товариства, об'єднання та асоціації загальнодержавного, регіонального і обласного рівня — Київське товариство болгарської культури «Родолюбіє», Кримське товариство болгар ім. Паїсія Хілендарського та ін. Асоціація болгарських культурно-просвітницьких товариств України відкрила свої представництва в Києві, Одесі, Сімферополі й Миколаєві.
Національне відродження болгарської спільноти і стан її культури та народно-поетичної творчості викликають дедалі більший інтерес у вчених. Яскраве свідчення цього — численні публікації, присвячені різноманітним аспектам дослідження цього процесу, та неодноразове обговорення цієї проблеми на науково-практичних конференціях. Зокрема, актуальні питання, пов'язані зі складним процесом духовного відродження болгарської діаспори, порушувалися на засіданні круглого столу на тем «Болгари України — в дзеркалі народної культури», який відбувся у Києві 1992 р., та на міжвузівській науково-практичній конференції «Актуальні проблеми відродження мов і культур західних і південних слов'ян в Україні», що проходила в Одесі у 1993 р. Серед обговорюваних питань — вивчення сучасного стану культури і мови болгарських мешканців України, проблеми збереження їхніх традицій та народної творчості тощо. Матеріали конференції та круглого столу лягли в основу збірника «Відродження мов і культур західних і південних слов'ян». Відродження мов і культур західних і південних слов'ян в Україні. Київ, 1995.
У 1990-х роках значно зріс й інтерес болгарського населення України до рідної мови, національних духовних цінностей, історії свого народу та його народнопоетичної творчості. Велику увагу цим питанням приділяє виходець зі села Банівка Болградського району Одеської області професор І.Стоянов та його дружина — кандидат філологічних наук Е.Стоянова. Так, у 1994 р. вони впорядкували збірник народних казок бессарабських болгар «Късметлива Неда», опублікований у Софії. Крім того, І.Стоянова цікавлять проблеми, пов'язані з функціонуванням в Україні болгарської мови, та українсько-болгарські мовні контакти, які він розглядає на основі болгарських говірок, що побутують на півдні України.

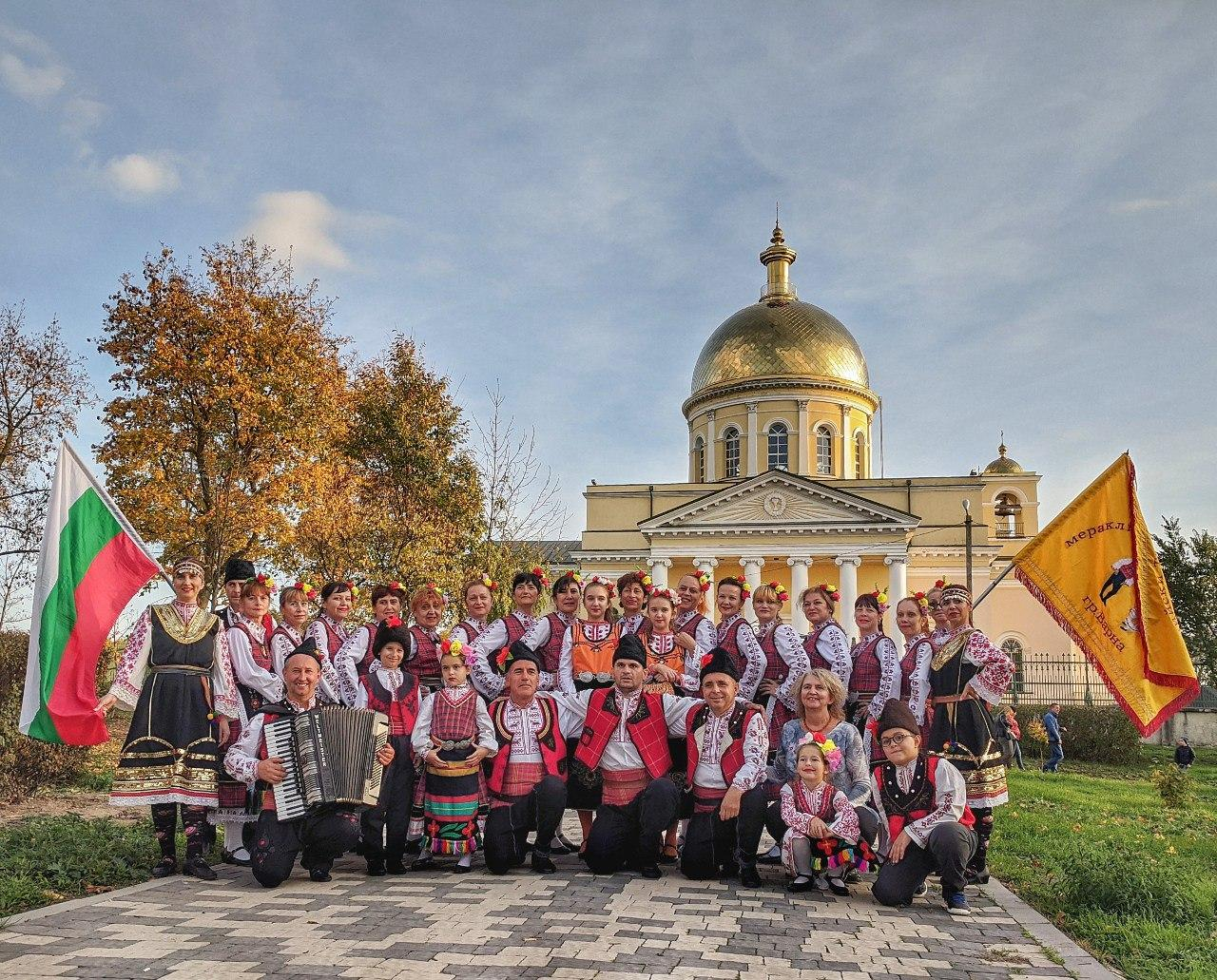
Щорічно з 2010-го року в Болграді проходить винний фестиваль «Bolgrad Wine Fest»

За роки державної незалежності України болгарська етнічна меншина послідовно реалізує свої національно-культурні прагнення, користається зі створених в Україні умов для збереження та розвитку власної культури, мови та традицій. Болгарську мову як предмет введено у загальноосвітніх навчально-виховних закладах у місцях компактного проживання представників цієї національності в Україні. У 1993 р. в м. Болграді, на Одещині, відкрито болгаро-українську гімназію. Вчителів болгарської мови і літератури готують Одеський і Львівський національні та Київський славістичний університети, Ізмаїльський і Бердянський педагогічні інститути, а вчителів початкових класів — Білгород-Дністровське педагогічне училище. В Одесі виходить болгарський тижневик «Роден край», у Криму й Одесі ведуться радіо- і телепередачі болгарською мовою. З 1993 р. діє Асоціація болгарських національно-культурних товариств і організацій, яка об'єднує сім міських осередків, активно працює Товариство болгарської культури «Родолюбіє». Завдяки прямому сприянню Болгарії 24 травня 1999 р., у День слов'янської писемності та культури, в Одесі було відкрито Центр болгарської культури, відбулося святкування 250-річчя поселення болгар в Україні.
Слід особливо виділити ще один позитивний аспект новітньої історії України і Болгарії. Всупереч песимістичним прогнозам теорії конфлікту цивілізацій, в обох країнах — чи не єдиних серед держав Центрально- та Південно-Східної Європи — забезпечено з початку 1990-х років мирне, толерантне співіснування представників християнської і мусульманської культур та релігій. При цьому новим українській і болгарській демократіям довелося мати справу зі складним комплексом історичних кривд, заподіяних мусульманському населенню у попередні часи, і вирішувати пов'язані з ним проблеми. В Україні це наслідки масової депортації народів, зокрема кримських татар, у Болгарії — спроби здійснення політики штучного «ослов'янення» громадян турецької національності. Новітній український і болгарський досвід співжиття переважно християнських державотворчих націй з досить численними масивами мусульманських національних меншин мав би стати предметом уваги та інтересу для інших країн Європи і її міжнародних інституцій.

### Під час повномасштабної російської агресії проти України
Після того, як 24 лютого 2022 року Російська Федерація розпочала повномасштабну агресію проти України, українські болгари разом з рештою її громадян стали на захист країни, віддавши жертви в боях з російськими агресорами - тому числі в якості офіцерів Збройних Сил України.Організації болгар в Україні просувають підтримку України перед болгарським суспільством і державою.З боку російських окупантів у південній частині Запорізької області забороняється вивчення болгарської мови, закриваються болгарські недільні школи та осередки, а їх сільськогосподарська продукція скуповується за безцінь, багатьом з них погрожують з голодуванням.

## Мова

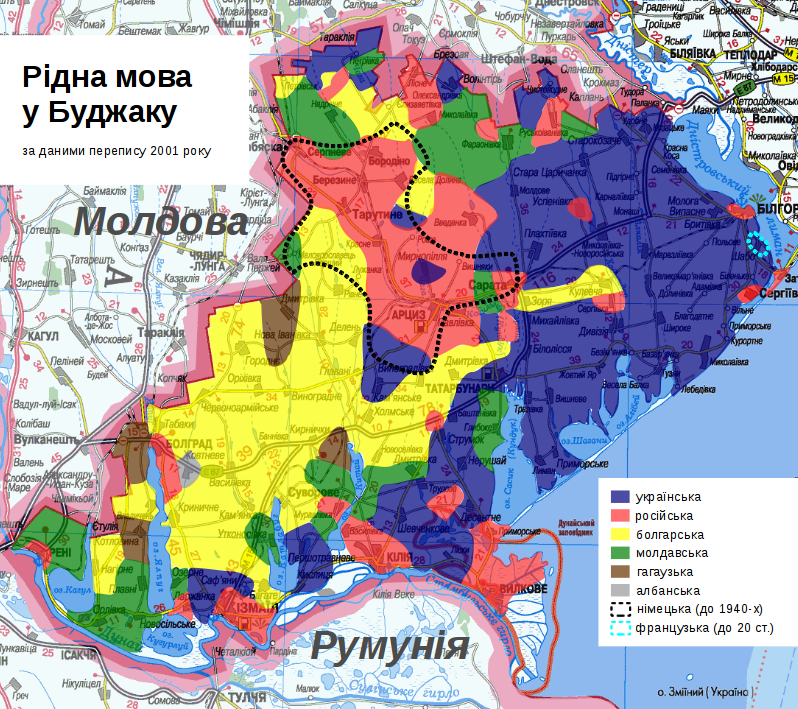
Рідні мови у Буджаку за переписом 2001 р.

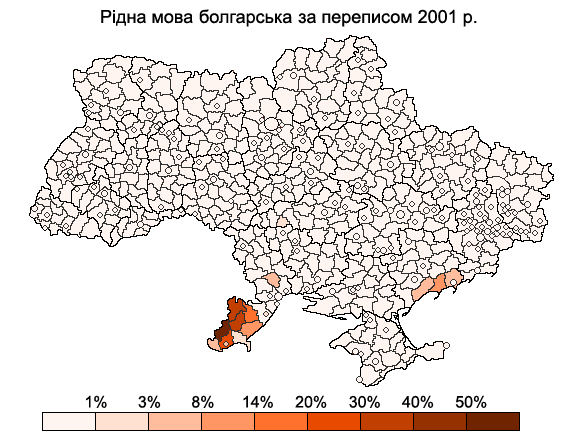
Частка населення, що назвало рідною мовою болгарську за переписом 2001 р.

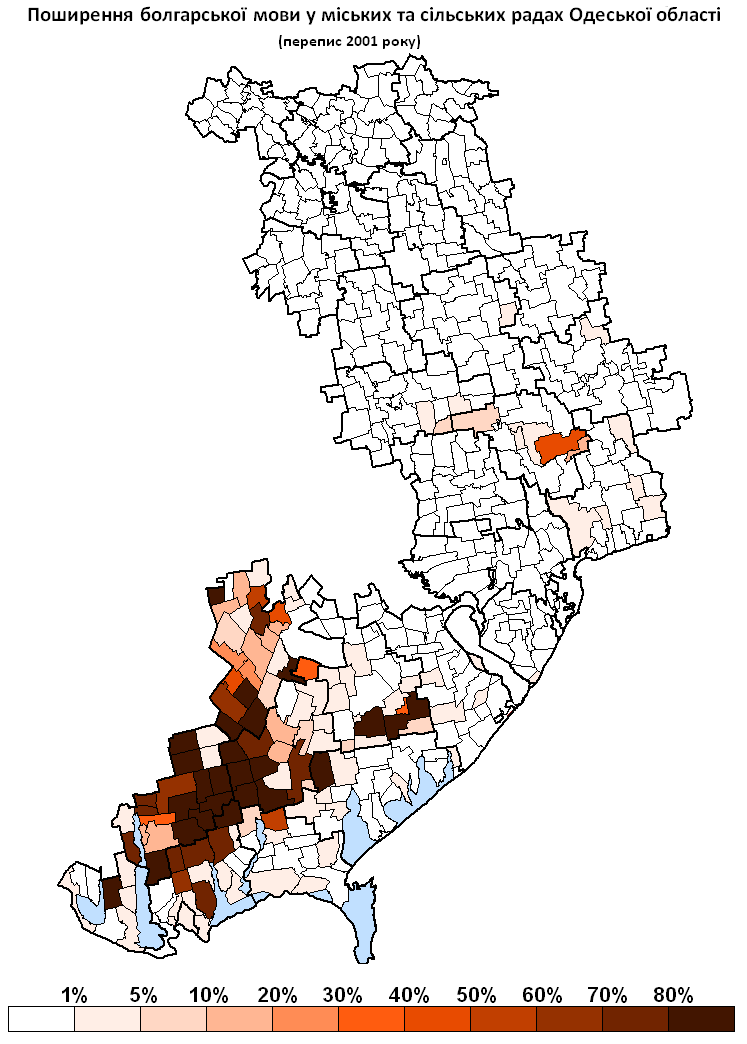
Поширення болгарської мови у Одеській області за переписом 2001 р.

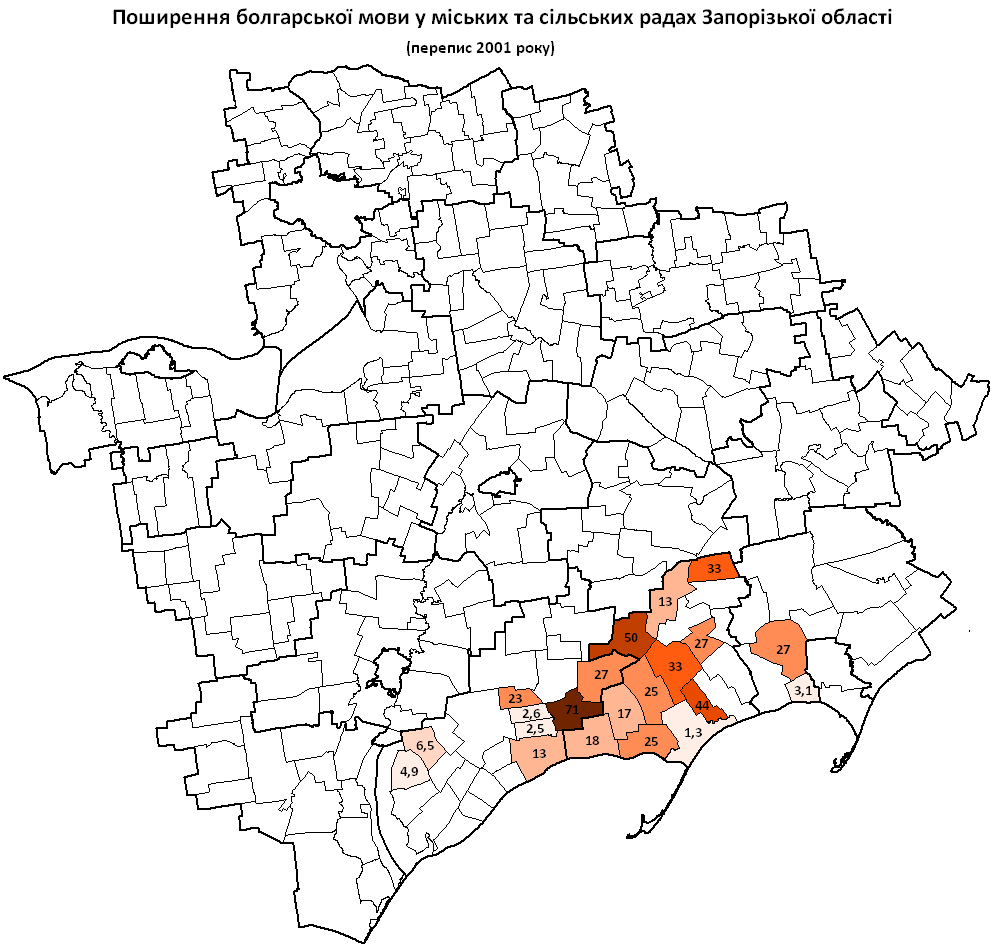
Поширення болгарської мови у Запорізькій області за переписом 2001 р.

За даними Всеукраїнського перепису населення 2001 року, 64,2 % українських болгар назвали своєю рідною мовою болгарську, 30,3 % — російську, 5 % — українську, 0,5 % — інші мови.
Рідна мова болгар України за переписами
|            | 1970 | 1979 | 1989 | 2001 |
| ---------- | ---- | ---- | ---- | ---- |
| болгарська | 71,7 | 68,3 | 69,5 | 64,2 |
| російська  | 25,4 | 28,5 | 27,2 | 30,3 |
| українська | 2,6  | 2,8  | 2,7  | 5,0  |
| інша       | 0,3  | 0,3  | 0,6  | 0,5  |

За переписом 2001 року, серед болгар України вказали на вільне володіння мовами:
- російською — 89,7 %
- болгарською — 76,0 %
- українською — 42,2 %

Вільне володіння мовами серед болгар УРСР за даними перепису 1989 р.:
- російською — 89,0 %
- болгарською — ~80,0 %
- українською — 11,1 %

Вільне володіння мовами серед болгар УРСР за даними перепису 1970 р.:
- російською — 83,0 %
- болгарською — ~80,0 %
- українською — 10,1 %

Райони та міста компактного проживання болгар за результатами перепису 2001 року.
| Місто/Район               | Область                | Рідна мова болгарська | Болгари за національністю | Болгарськомовні / болгари |
| ------------------------- | ---------------------- | --------------------- | ------------------------- | ------------------------- |
| Болградський район        | Одеська область        | 57,6 %                | 60,8 %                    | 95 %                      |
| Арцизький район           | Одеська область        | 34,0 %                | 39,0 %                    | 87 %                      |
| Тарутинський район        | Одеська область        | 31,7 %                | 37,5 %                    | 84 %                      |
| Ізмаїльський район        | Одеська область        | 24,9 %                | 25,7 %                    | 97 %                      |
| Саратський район          | Одеська область        | 19,1 %                | 20,0 %                    | 96 %                      |
| Приморський район         | Запорізька область     | 12,0 %                | 23,4 %                    | 51 %                      |
| Татарбунарський район     | Одеська область        | 10,7 %                | 11,5 %                    | 93 %                      |
| Приазовський район        | Запорізька область     | 7,1 %                 | 12,5 %                    | 57 %                      |
| Ренійський район          | Одеська область        | 6,6 %                 | 8,5 %                     | 78 %                      |
| Іванівський район         | Одеська область        | 6,5 %                 | 11,2 %                    | 58 %                      |
| м. Ізмаїл                 | Одеська область        | 4,6 %                 | 10,0 %                    | 46 %                      |
| Бердянський район         | Запорізька область     | 3,1 %                 | 7,3 %                     | 42 %                      |
| Кілійський район          | Одеська область        | 2,5 %                 | 4,3 %                     | 59 %                      |
| Вільшанський район        | Кіровоградська область | 2,4 %                 | 9,8 %                     | 24 %                      |
| м. Білгород-Дністровський | Одеська область        | 1,6 %                 | 3,7 %                     | 42 %                      |

Населені пункти, у яких болгарську мову назвали рідною більшість населення.
| Населений пункт                        | Район                        | Область            | % болгарськомовних |
| -------------------------------------- | ---------------------------- | ------------------ | ------------------ |
| с. Нові Трояни                         | Болградський район           | Одеська область    | 95,6               |
| с. Василівка                           | Болградський район           | Одеська область    | 95,5               |
| с. Виноградне                          | Болградський район           | Одеська область    | 94,8               |
| с. Калчева                             | Болградський район           | Одеська область    | 94,2               |
| с. Оріхівка                            | Болградський район           | Одеська область    | 94                 |
| с. Городнє                             | Болградський район           | Одеська область    | 93,8               |
| с. Криничне                            | Болградський район           | Одеська область    | 93,3               |
| с. Дельжилер                           | Білгород-Дністровський район | Одеська область    | 93,1               |
| с. Вільне                              | Болградський район           | Одеська область    | 92,7               |
| с. Делень                              | Болградський район           | Одеська область    | 92,2               |
| с. Главані                             | Болградський район           | Одеська область    | 91,6               |
| с. Голиця                              | Болградський район           | Одеська область    | 91,6               |
| с. Задунаївка                          | Болградський район           | Одеська область    | 91,6               |
| с. Селіогло                            | Болградський район           | Одеська область    | 91,5               |
| с. Камчик                              | Білгород-Дністровський район | Одеська область    | 91,4               |
| с. Ярове                               | Болградський район           | Одеська область    | 91,3               |
| с. Рівне (Тарутинська селищна громада) | Болградський район           | Одеська область    | 90,5               |
| с. Острівне                            | Болградський район           | Одеська область    | 90,4               |
| с. Рівне (Бородінська селищна громада) | Болградський район           | Одеська область    | 90,4               |
| с. Баннівка                            | Болградський район           | Одеська область    | 89,4               |
| с. Виноградівка                        | Болградський район           | Одеська область    | 89,1               |
| с. Кулевча                             | Білгород-Дністровський район | Одеська область    | 89,1               |
| с. Новокаланчак                        | Ізмаїльський район           | Одеська область    | 89,1               |
| с. Володимирівка                       | Болградський район           | Одеська область    | 88,5               |
| с. Кирнички                            | Ізмаїльський район           | Одеська область    | 88,5               |
| с. Нова Іванівка                       | Болградський район           | Одеська область    | 88,1               |
| с. Виноградівка                        | Болградський район           | Одеська область    | 86,2               |
| с. Петрівськ                           | Болградський район           | Одеська область    | 85,6               |
| с. Богданівка                          | Болградський район           | Одеська область    | 85,4               |
| с. Нагірне                             | Ізмаїльський район           | Одеська область    | 85,1               |
| с. Перемога                            | Болградський район           | Одеська область    | 84,3               |
| с. Єлизаветівка                        | Болградський район           | Одеська область    | 82                 |
| с. Нова Олексіївка                     | Білгород-Дністровський район | Одеська область    | 81,3               |
| с. Роза                                | Болградський район           | Одеська область    | 78,9               |
| с. Табаки                              | Болградський район           | Одеська область    | 78,2               |
| с. Новокам'янка                        | Ізмаїльський район           | Одеська область    | 77,6               |
| с. Залізничне                          | Болградський район           | Одеська область    | 76,5               |
| с. Червоне                             | Болградський район           | Одеська область    | 76,4               |
| с. Кам'янка                            | Ізмаїльський район           | Одеська область    | 75,5               |
| с. Багате                              | Ізмаїльський район           | Одеська область    | 74,9               |
| с. Каланчак                            | Ізмаїльський район           | Одеська область    | 74,8               |
| с. Владичень                           | Болградський район           | Одеська область    | 74,4               |
| с. Кролівка                            | Болградський район           | Одеська область    | 73                 |
| с. Богданівка                          | Приазовський район           | Запорізька область | 72,3               |
| с-ще Катлабуг                          | Ізмаїльський район           | Одеська область    | 71                 |
| с. Степанівка Друга                    | Приазовський район           | Запорізька область | 70,4               |
| с. Євгенівка                           | Болградський район           | Одеська область    | 68,7               |
| с. Лужанка                             | Болградський район           | Одеська область    | 66,9               |
| с. Василівка                           | Болградський район           | Одеська область    | 66                 |
| с. Кубей                               | Болградський район           | Одеська область    | 62,1               |
| с. Лощинівка                           | Ізмаїльський район           | Одеська область    | 61,6               |
| с. Петрівка                            | Приморський район            | Запорізька область | 60,5               |
| с. Полоузівка                          | Бердянський район            | Запорізька область | 59,8               |
| с. Новоселівка                         | Ізмаїльський район           | Одеська область    | 50,5               |
| с. Маринівка                           | Приморський район            | Запорізька область | 50,3               |

## Відомі представники
- Аґура Димитро Дмитрович (болг. Димитър Агура; нар. 26 жовтня 1849 — пом. 11 жовтня 1911) — болгарський історик, ректор Софійського університету.
- Аґура Георгій Васильович (болг. Георги Василев Агура; нар. 8 лютого 1853 — пом. 10 лютого 1915) — болгарський військовик, генерал-лейтенант.
- Куртєв Віктор Владиславович (нар. 5 вересня 1979) — український підприємець, громадський дія
- Алістар Олена Василіївна (нар. 1 червня 1873 — пом. 1955) — молдавсько-румунський суспільно-політичний діяч, феміністка, медик.
- Арнаутов Василь Олексійович (нар. 18 березня 1881 — пом. 1938) — історик освіти, ректор Одеського інституту народного господарства.
- Базан Леонід Анатолійович (болг. Леонид Бъзън; нар. 11 червня 1985) — український і болгарський борець вільного стилю, триразовий призер чемпіонатів Європи, учасник Олімпійських ігор.
- Балтажи Микола Федорович (нар. 27 квітня 1956) — український дипломат. Надзвичайний і Повноважний Посол України.
- Бошков Віталій Михайлович (нар. 10 жовтня 1968) — поет.
- Владов Дмитро Михайлович (нар. 12 березня 1990) — український футболіст, півзахисник футбольного клубу «Чорноморець» (Одеса).
- Гайдаржи Леонід Васильович (нар. 20 травня 1959) — український та радянський футболіст, захисник, тренер.
- Ганевич Іван Васильович (нар. 4 липня 1915 — пом. 29 квітня 1976) — історик, доктор історичних наук, професор.
- Греков Дмитро (нар. 14 веревня 1847 — пом. 7 травня 1907) — болгарський державний і політичний діяч, Прем'єр-міністр Болгарії.
- Греков Михаїл (нар. 23 травня 1847 — пом. 22 березня 1922) — болгарський революціонер і публіцист.
- Грозов Сергій Олександрович (нар. 21 серпня 1960) — радянський та український футболіст, нападник та півзахисник.
- Ґруєв Петар (нар. 3 липня 1855 — пом. 9 лютого 1942) — болгарський військовий діяч, генерал-лейтенант.
- Дерманчев Георгій (нар. 11 січня 1857 — пом. 12 січня 1927) — болгарський офіцер, полковник.
- Діхан Михайло Дмитрович (нар. 25 серпня 1925 — пом. 6 липня 2006) — український вчений, доктор історичних наук (1973), професор (1974). Заслужений працівник вищої школи УРСР.
- Дубов Володимир Володимирович (нар. 20 лютого 1988) — український і болгарський борець вільного стилю, срібний та бронзовий призер чемпіонатів світу.
- Дякович Александр ( нар. 16 жовтня 1860 — пом. 27 березня 1931)— болгарський юрист і громадський діяч.
- Дякович Борис (нар. 22 лютого 1868 — пом. 8 січня 1937) — болгарський археолог та бібліотечний працівник.
- Єребакан Дмитро Дмитрович (нар. 19 жовтня 1948) — український і болгарський художник.
- Златна Марія (справжнє ім'я — Марія Чанєва; нар. 13 квітня 1986) — співачка.[15]
- Златова Валерія Василівна (нар. 26 лютого 1983) — українська борчиня вільного стилю.
- Караджов Стефан (нар. 20 березня 1858 — пом. 9 грудня 1931) — болгарський фінансист.
- Кіосе Василь Васильович (нар. 7 жовтня 1925 — пом. 11 березня 1993) — український хоровий диригент, заслужений артист УРСР, лауреат Шевченківської премії.
- Кісов Стефан Іванович (нар. 15 листопада 1861 — пом. 14 листопада 1915) — полковник болгарської армії, військовий письменник.
- Кіссе Антон Іванович (нар. 10 жовтня 1958) — український політик, Народний депутат України IV, VII, VIII та IX скликання, президент Асоціації болгар України.
- Колев Іван (нар. 15 вересня 1863 — пом. 29 липня 1917) — болгарський воєначальник, генерал-лейтенант.
- Константинеску Герасим (нар. 22 березня 1902 — пом. 3 липня 1979) — румунський вчений в області виноградарства. Доктор сільськогосподарських наук, професор, член-кореспондент АН СРР і Академії сільського і лісового господарства СРР, член Італійської академії винограду і вина.
- Мавроді Іван Васильович (нар. 5 серпня 1911 — пом. 4 квітня 1981) — болгарський письменник в Україні. Перекладач українською мовою болгарської літератури.
- Майнов Руслан Іванович (нар. 15 листопада 1976) — болгарський співак та актор.
- Малинов Олександр (нар. 3 травня 1867 — пом. 20 березня 1938) — болгарський політичний діяч, лідер Демократичної партії, Прем'єр-міністр Болгарії.
- Манджукова Райна (нар. 20 жовтня 1970) — українська журналістка.
- Миндру Микола Георгійович (нар. 15 лютого 1928 — пом. 8 лютого 2002) — передовик радянського сільського господарства, голова колгоспу «Прогрес» Ізмаїльського району Одеської області. Депутат Ради Союзу Верховної Ради СРСР 11-го скликання, Герой Соціалістичної Праці (23.06.1966).
- Михайлов-Стоян Костянтин Іванович (нар. 25 березня 1850 — пом. 25 квітня 1914) — український і болгарський співак.
- Назламов Атанас (нар. 15 вересня 1863 — пом. 1935) — болгарський воєначальник, генерал-лейтенант.
- Начов Димитар (нар. 1850  - пом. ?) — болгарський лікар-гігієніст та педагог.
- Нєдов Петро Миколайович (нар. 25 грудня 1926 — пом. 2009) — радянський фітопатолог-імунолог, доктор біологічних наук з 1983 року. Член секції виноградарства відділення рослинництва.
- Николаєв Данаїл (нар. 30 грудня 1852 — пом. 29 серпня 1942) — болгарський військовий діяч, генерал піхоти.
- Пепеляшко Іван Михайлович (нар. 18 жовтня 1988) —— майор Збройних сил України, військовий льотчик Збройних сил України, миротворець, учасник російсько-української війни.
- Пєтков Валерій Петрович (нар. 7 липня 1951) — український правознавець. Доктор юридичних наук, професор, Заслужений юрист України.
- Плачков Іван Васильович (нар. 23 листопада 1957) — український політик, колишній міністр палива та енергетики України (2005—2006).
- Плачкова Тетяна Михайлівна (нар. 5 січня 1983) — український адвокат, політик. Народний депутат України 9-го скликання.
- Пундев Марін - болгарський революціонер, член Внутрішньої Македонсько-Одринської Революційної Організації.
- Садаклієв Станіслав Сергійович (нар. 27 лютого 1989) — український театральний режисер.
- Станчев Михайло Георгійович (нар. 28 квітня 1953) — радянський та український історик, доктор історичних наук, професор, академік Болгарської академії наук.
- Стефанов Димитар (нар. 15 серпня 1872 — пом. 12 лютого 1940) — болгарський політик і військовий діяч.
- Стойко Микола Михайлович (нар. 2 травня 1894 — пом. 14 вересня 1976) — українсько-французький астроном.
- Стоянов Юрій Миколайович (нар. 10 липня 1957) — російський актор театру і кіно. Народний артист Російської Федерації.
- Тодоров Георгій (нар. 10 серпня 1858 — пом.16 листопада 1934) — болгарський воєначальник, генерал-лейтенант.
- Тодоров Михайло Дмитрович (нар. 24 травня 1915 — пом. 24 квітня 1997) — український живописець. Заслужений діяч мистецтв УРСР.
- Теодоров-Балан Александар (нар. 27 жовтня 1859 — пом.12 лютого 1959) — болгарський лінгвіст і літературознавець, академік, перший ректор Софійського університету.
- Тропанець Борис Якович (нар. 11 жовтня 1964 — пом.22 травня 2008) — радянський та молдовський футболіст та тренер.
- Фучеджі Дмитро Васильович (нар. 30 жовтня 1956) — колишній заступник начальника Головного управління МВС України в Одеській області, начальник міліції громадської безпеки.
- Чулак Ілля Панасович (нар. 9 вересня 1967) — радянський та український футболіст та тренер.
- Шишман Іван Іванович (нар. 31 липня 1963) — український художник, заслужений художник України (2015).
- Янков Георгій (нар. 1 березня 1859 — пом.3 листопада 1920) — болгарський офіцер, полковник, адвокат.